# Drake Diener
Drake Richard Diener (ur. 19 grudnia 1981 w Fond du Lac) – amerykański koszykarz, występujący na pozycji rzucającego obrońcy, po zakończeniu kariery zawodniczej – trener koszykarski, obecnie trener drużyny akademickiej Marian University.
W 2007 reprezentował Houston Rockets podczas letniej ligi NBA.

## Osiągnięcia
Na podstawie, o ile nie zaznaczono inaczej.

### NCAA
- Uczestnik rozgrywek:
  - II rundy turnieju:
    - NCAA (2004)
    - National Invitation Tournament (NIT – 2005)

  - turnieju NIT (2004)
- Mistrz sezonu regularnego konferencji USA (2004)
- Zaliczony do III składu C-USA (2005)
- Lider konferencji USA w skuteczności rzutów za 3 punkty (46,2% – 2005)

### Drużynowe
- Mistrz Włoch (2008)
- Wicemistrz Włoch (2015)
- Zdobywca pucharu Włoch (2014)
- 3. miejsce podczas mistrzostw Włoch (2012, 2014)

### Indywidualne
- MVP ligi włoskiej (2014)
- Uczestnik meczu gwiazd ligi włoskiej (2011, 2014, 2015)
- Zwycięzca konkursu rzutów za 3 punkty ligi włoskiej (2014)
- Lider strzelców ligi włoskiej (2014)